# Shanice (Vorname)
Shanice ist als eine Kombination der Namenselemente Shan und ice ein moderner weiblicher Vorname.

## Namensträgerinnen
- Shanice Craft (* 1993), deutsche Diskuswerferin
- Shanice van de Sanden (* 1992), niederländische Fußballspielerin
- Shanice Lorraine Wilson (* 1973), US-amerikanische R&B-Sängerin